# Hey ANIKI!
『Hey ANIKI!』（ヘイ・アニキ）は、日本のシンガーソングライターである長渕剛のトリビュート・アルバム。
2004年4月28日にフォーライフミュージックエンタテイメントよりリリースされた。長渕初のトリビュート・アルバムであり、ゆずの岩沢厚治、押尾コータロー、cune、ヒューマンロストなどが参加。様々なミュージシャンによって、長渕剛の曲がカバーされている。

## 制作、リリース
本作のアルバムタイトルに関しては様々な候補が挙げられたが、小難しいタイトルが多く腑に落ちなかった長渕が「“ヘイ、アニキ！”ぐらいの感じだよね」と何気なく提案したものが採用された。
2004年4月28日にフォーライフミュージックエンタテイメントよりCCCDにてリリース、長渕関連のアルバムでは唯一のCCCDでのリリースとなった。同年5月21日には「しあわせになろうよ'04」がリカットシングルとしてリリースされた。
リリース当初は参加ミュージシャンによるコメントが音楽情報サイト『BARKS』において公開されていた。

## 収録曲
| 全作詞・作曲: 長渕剛（特記除く）。 |                                                       |                    |                    |                        |                                           |      |
| #                                  | タイトル                                              | 作詞               | 作曲・編曲         | 編曲                   | アーティスト                              | 時間 |
| 1.                                 | 「ろくなもんじゃねえ」                                | 長渕剛（特記除く） | 長渕剛（特記除く） | cune                   | cune                                      | 4:27 |
| 2.                                 | 「裸足のまんまで (Remix)」                            | 長渕剛（特記除く） | 長渕剛（特記除く） | SUBZERO                | 般若 from 妄走族                          | 4:18 |
| 3.                                 | 「東京青春朝焼物語」                                  | 長渕剛（特記除く） | 長渕剛（特記除く） | the youth              | the youth                                 | 6:54 |
| 4.                                 | 「とんぼ」                                            | 長渕剛（特記除く） | 長渕剛（特記除く） | HOME GROWN             | LISA feat.Home Grown                      | 5:22 |
| 5.                                 | 「Myself」                                            | 長渕剛（特記除く） | 長渕剛（特記除く） | 為山五朗               | 中尾諭介 from In the Soup                 | 5:30 |
| 6.                                 | 「乾杯」                                              | 長渕剛（特記除く） | 長渕剛（特記除く） | ヒューマンロスト       | ヒューマンロスト                          | 3:28 |
| 7.                                 | 「Don't Cry My Love」(作詞: 長渕剛、吉見佑子)         | 長渕剛（特記除く） | 長渕剛（特記除く） | A・cappellers          | A・cappellers                             | 5:13 |
| 8.                                 | 「JEEP (Remix)」(作詞: RATHER UNIQUE)                 | 長渕剛（特記除く） | 長渕剛（特記除く） | DJ MAKIDAI and DJ KIRA | DJ MAKIDAI(from EXILE) feat.RATHER UNIQUE | 4:14 |
| 9.                                 | 「乾杯」                                              | 長渕剛（特記除く） | 長渕剛（特記除く） | 押尾コータロー         | 押尾コータロー                            | 4:15 |
| 10.                                | 「しあわせになろうよ'04」(作詞: 長渕剛、ZEEBRA、般若) | 長渕剛（特記除く） | 長渕剛（特記除く） | 笛吹利明               | 長渕剛 & All Cast feat.ZEEBRA             | 6:10 |
| 合計時間:                          | 合計時間:                                             | 合計時間:          | 合計時間:          | 49:51                  |                                           |      |

## スタッフ・クレジット

### 参加ミュージシャン
- ZEEBRA

All Cast:
- 岩沢厚治（ゆず）
- 小林亮三（cune）
- 般若（from 妄走族）
- 中村維俊（the youth）
- LISA
- 中尾諭介（from In the Soup）
- ヒューマンロスト
- A・cappellers
- DJ MAKIDAI（from EXILE）
- 押尾コータロー